# Orquestra Filarmônica do Rio de Janeiro
A Orquestra Filarmônica do Rio de Janeiro foi fundada em 1930 pelo maestro e pianista Walter Burle-Marx.  A orquestra estreou cerca de 60 obras em terras brasileiras, entre elas a Sinfonia n.º 1 e 9 de Ludwig van Beethoven, a Bachiana Brasileira nº 1 de Heitor Villa-Lobos, o Concerto em Sol de Maurice Ravel e obras de compositores nacionais, entre eles Francisco Mignone, Camargo Guarnieri e José Maurício Nunes Garcia.  

## História
As atividades da orquestra se iniciaram em maio de 1931. A temporada de estreia da orquestra contou com uma série de dez concertos e solistas como Guiomar Novaes, Bidu Sayão, Antonieta Rudge, Tomás Terán, Antonietta de Souza, Pery Machado, João de Sousa Lima, Iberê Gomes Grosso. Neste ano destacam-se a primeira audição da Sinfonia da Dança de Emil von Reznicek
Na série da temporada de 1932, a orquestra realizou a primeira audição da dupla obra, as  Sinfonias nº 1 e 9 de Ludwig van Beethoven com os coros da Harmonia e da Lyra. Participaram as solistas Carmen Gomes e Antonietta de Souza e os solistas Reis e Silva e Walter Summermeyer.
Em 1932, a orquestra inaugurou os concertos para juventude, quando Villa-Lobos escreveu para o maestro Burle-Marx a obra Caixinha de Boas Festas. Villa-Lobos regeu junto à orquestra a estreia de suas obras Prelúdio e Fuga que posteriormente formaram a Bachiana Brasileira nº1. No mesmo ano, a orquestra apresentou Marguerite Long, com a primeira audição do Concerto em Sol de Maurice Ravel. Em 1934, houve a remodelação do Theatro Municipal do Rio de Janeiro, que interrompeu os concertos. Em 1935, Burle-Marx viajou para o exterior e radicou-se nos Estados Unidos. 
Em 1978, a orquestra foi retomada pelo maestro Florentino Dias. Em 6 de janeiro de 1982, a orquestra ganhou lei nº 520 de utilidade pública da cidade do Rio de Janeiro. Sob a batuta do maestro Florentino, a orquestra ao longos dos anos apresentou artistas internacionais, como a regente Amy Mills, John Phillip Souza, Bernard Wahl,Ahmed Elsaedi, Fabiano Monica, Alexander Frey e Álvaro Cassuto. 
Em 2017, o maestro Leonardo Bruno assumiu a regência da Filarmônica. Em 2020, o maestro Florentino Dias faleceu vitimado pela Covid-19. Em 2018 a orquestra foi convidada para reger o concerto de 80 anos de Martinho da Vila, no Theatro Municipal do Rio de Janeiro.